# Skupina G15
G15 nebo Group of 15 je skupinou 15 rozvojových zemí, která byla založena v září 1989 v Bělehradě. Byla založena kvůli posílení spolupráce a poskytnutí vstupu pro jiné mezinárodní skupiny, například Světovou obchodní organizaci a G8. Je složena ze států Severní Ameriky, Jižní Ameriky, Afriky a Asie s cílem rozšířeného růstu a další prosperity. Zaměřuje se na spolupráci mezi rozvojovými zeměmi v oblasti investic, obchodu a technologií. Počet členských zemí je dnes 17, název však zůstává stejný. V současnosti sem patří státy - Alžírsko, Argentina, Brazílie, Chile, Egypt, Indie, Indonésie, Írán, Jamajka, Keňa, Malajsie, Mexiko, Nigérie, Senegal, Srí Lanka, Venezuela a Zimbabwe.